# Paul és Mattheus Brill

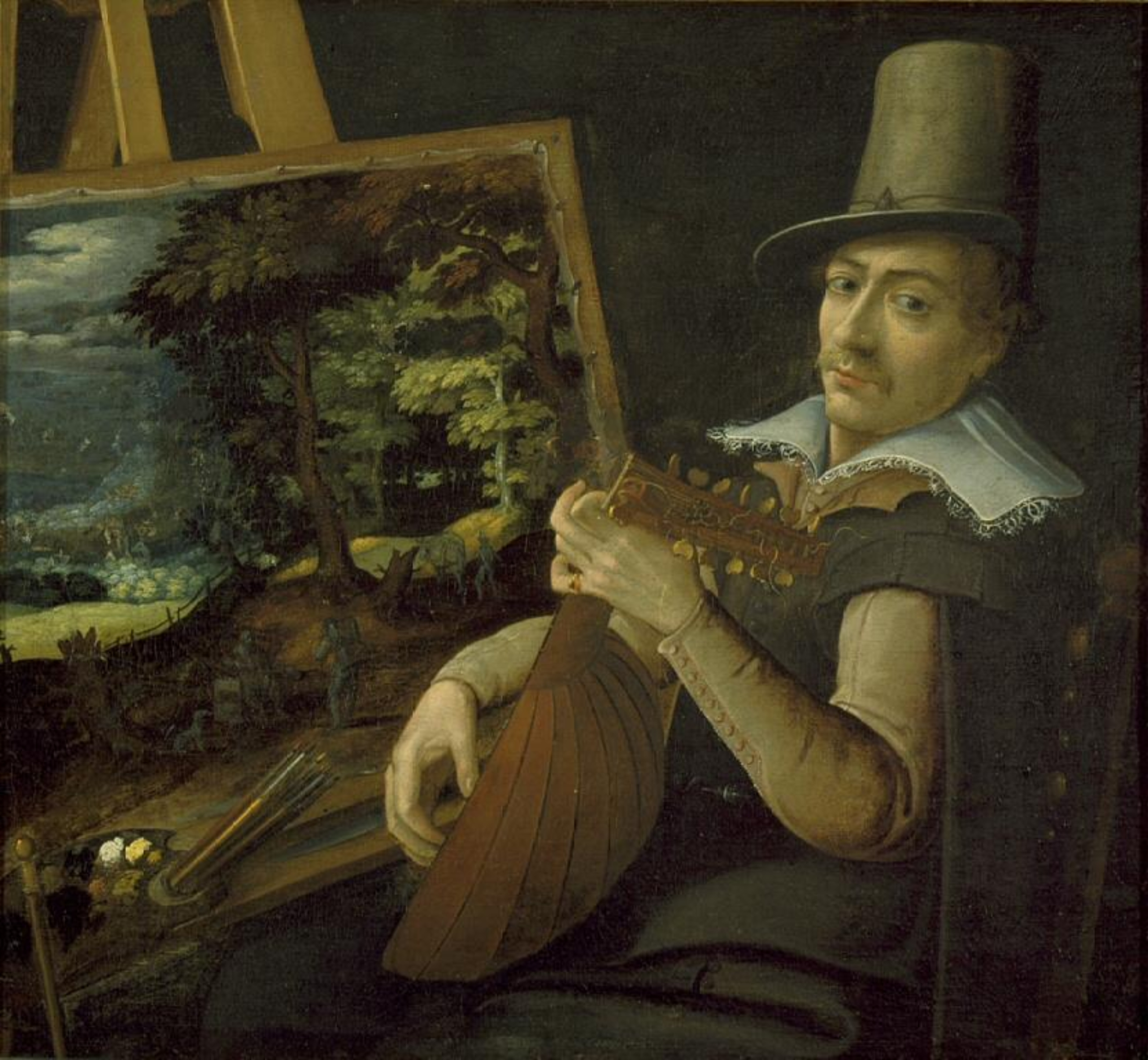
Paul Brill önarcképe (1695-1600)

Paul és Mattheus Brill /Bril/ fivérek voltak, flamand freskó- és tájképfestők manierista és kora barokk stílusban. Mindketten Antwerpenben születtek és Rómában haltak meg.

## Életútjuk
Mattheus Brill (1550. — 1583. június 8.) G. van Goninxloo követője. Fiatalon Rómába került, ahol a Vatikán Galleria Geograficájának 10 freskóján XIII. Gergely pápa életéből festett jeleneteket.
Paul Brill (1554. — 1626. október 7.) Antwerpenben tanult, majd rövid időt Lyonban töltött, s innen kezdve végig Rómában élt és alkotott. A 16-17. század fordulóján a tájképfestészet egyik jelentős mestere. Művészetének iránya J. Patinir, H. Bles és G. van Goninxloo tájképeitől Claude Lorrain és Nicolas Poussin felé mutat. Eleinte kisméretű tájképeket festett és szigorúan szétválasztotta az elő-, közép- és hátteret. Munkásságára hatott Adam Elsheimer művészetfelfogása. Később eljutott a táj egységesebb szemléletéhez, s nagyobb méretű képeket festett, hideg színeit melegebb színekkel váltotta fel. Számos freskóra is kapott megrendelést római templomoktól (például Laterán, Sta Cecilia in Trastevere, Sta Maria Maggiore, stb.) Tanítványai közt volt Agostino Tassi Claude Lorrain majdani mestere. Paul Brill bátyja, Mattheus is Rómában dolgozott, kettejük munkáját nehéz egymástól elkülöníteni.
A szakrális képeken és a vedutákon túl igen értékes Paul Brill Vándorok/ szó szerint Zarándokok (eredeti cím: Pèlerins d'Emmaüs) c. alkotása, mely a Louvre-ban található, az emberek, az állatok célirányos mozgásairól tudósít, s e mozgások mindig a tájban és mintegy önálló életképek formájában jelennek meg a képen. Ezt szemléltetjük alább a Vándorok című galériával.

## Tájképek

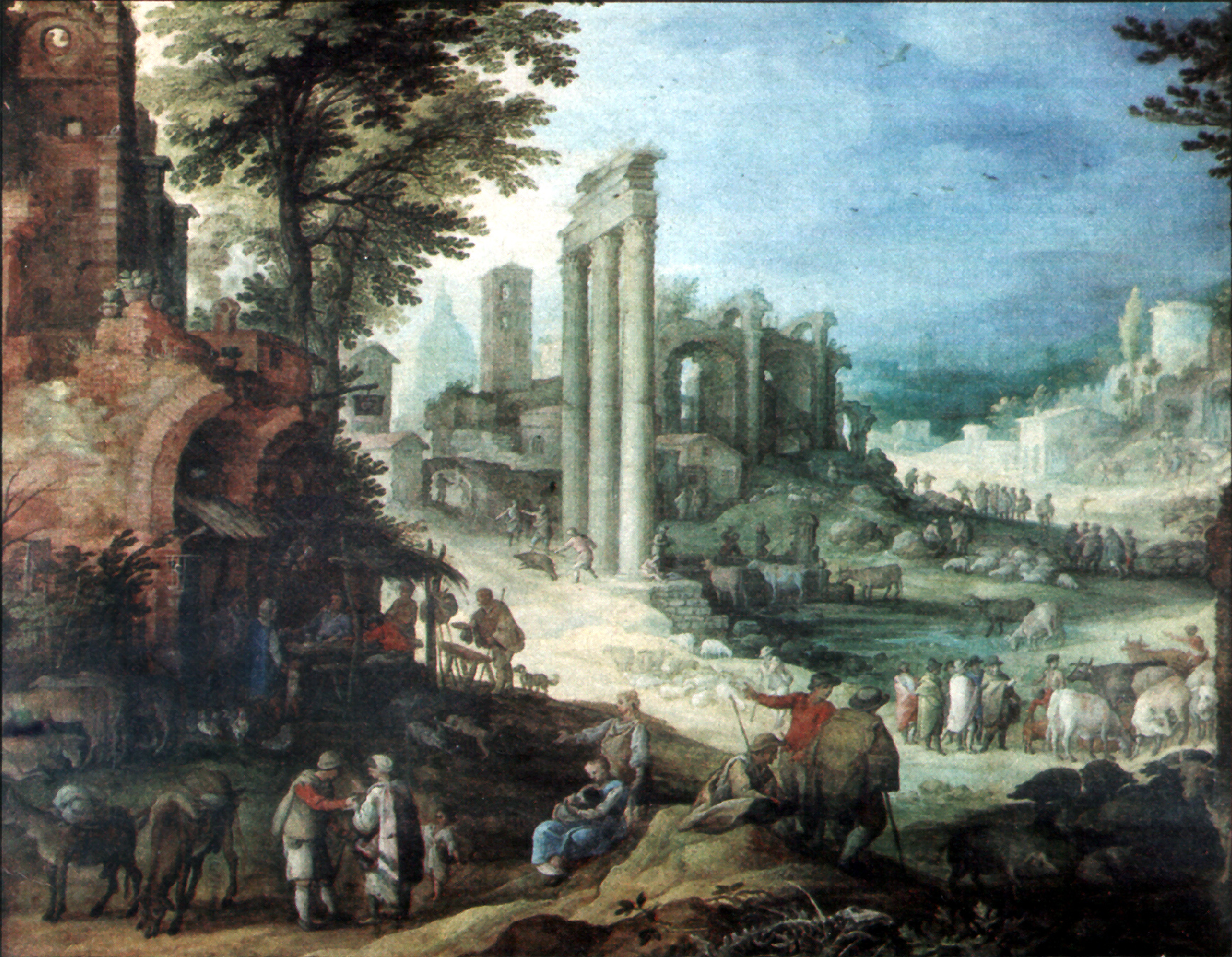
Római tájkép romokkal
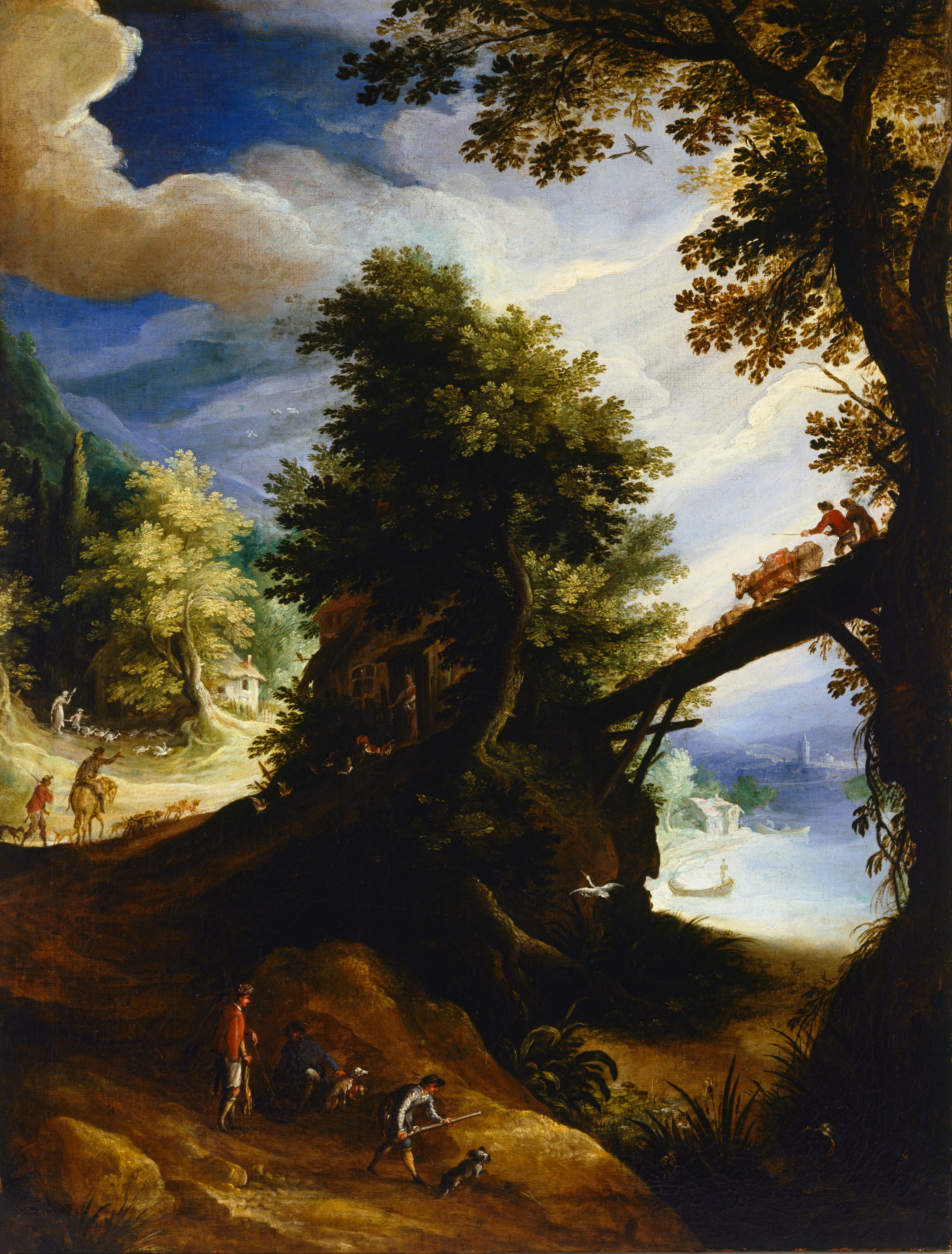
Erdős táj híddal, sportolókkal a folyó szélén (1590-es évek)
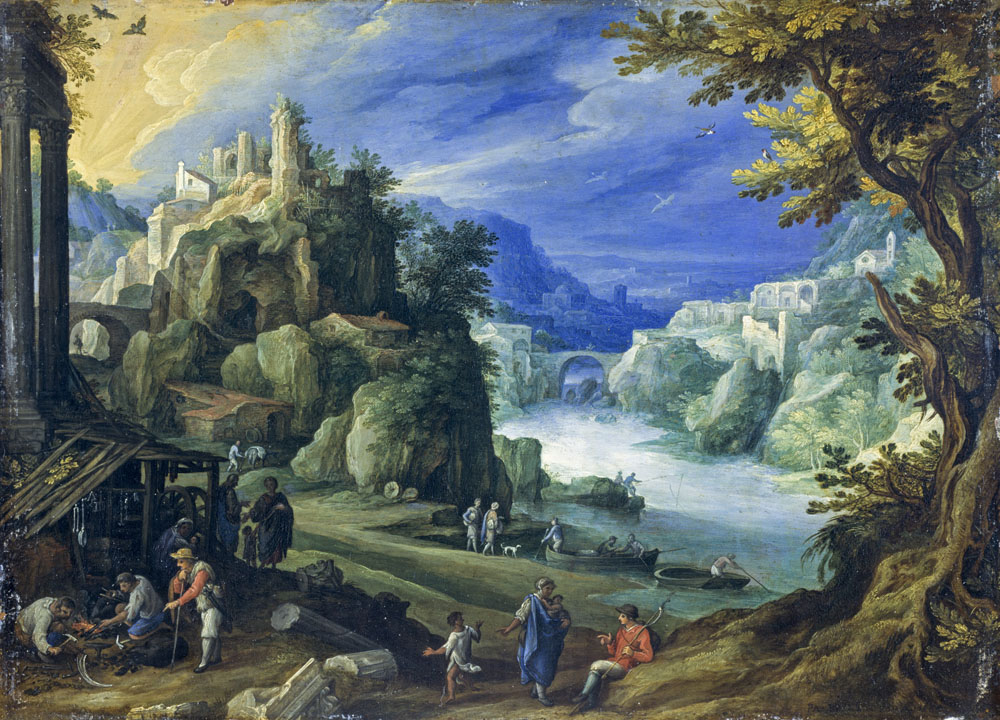
Fantasztikus hegység (1598)
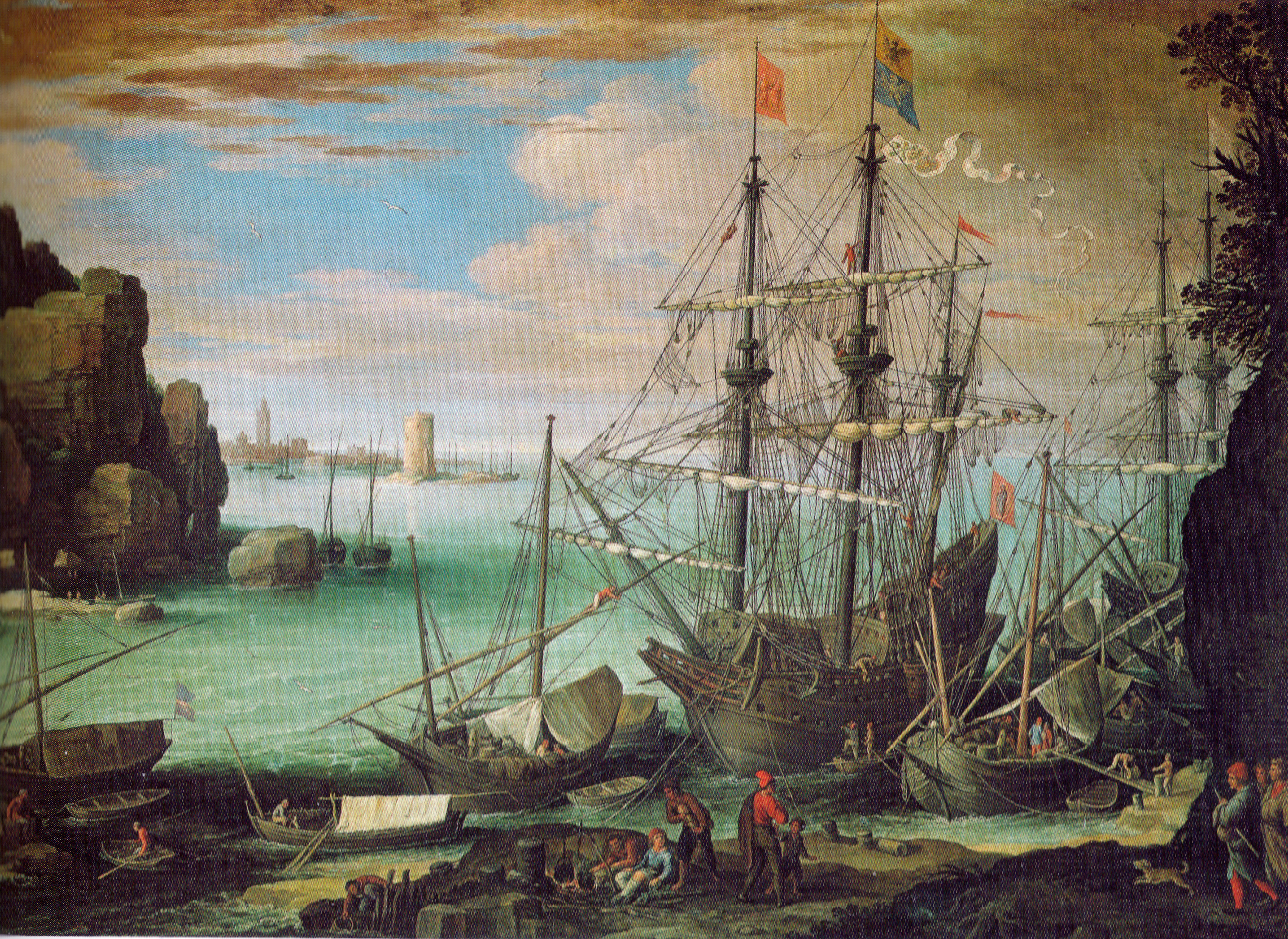
Partvonal a kikötővel (1610)
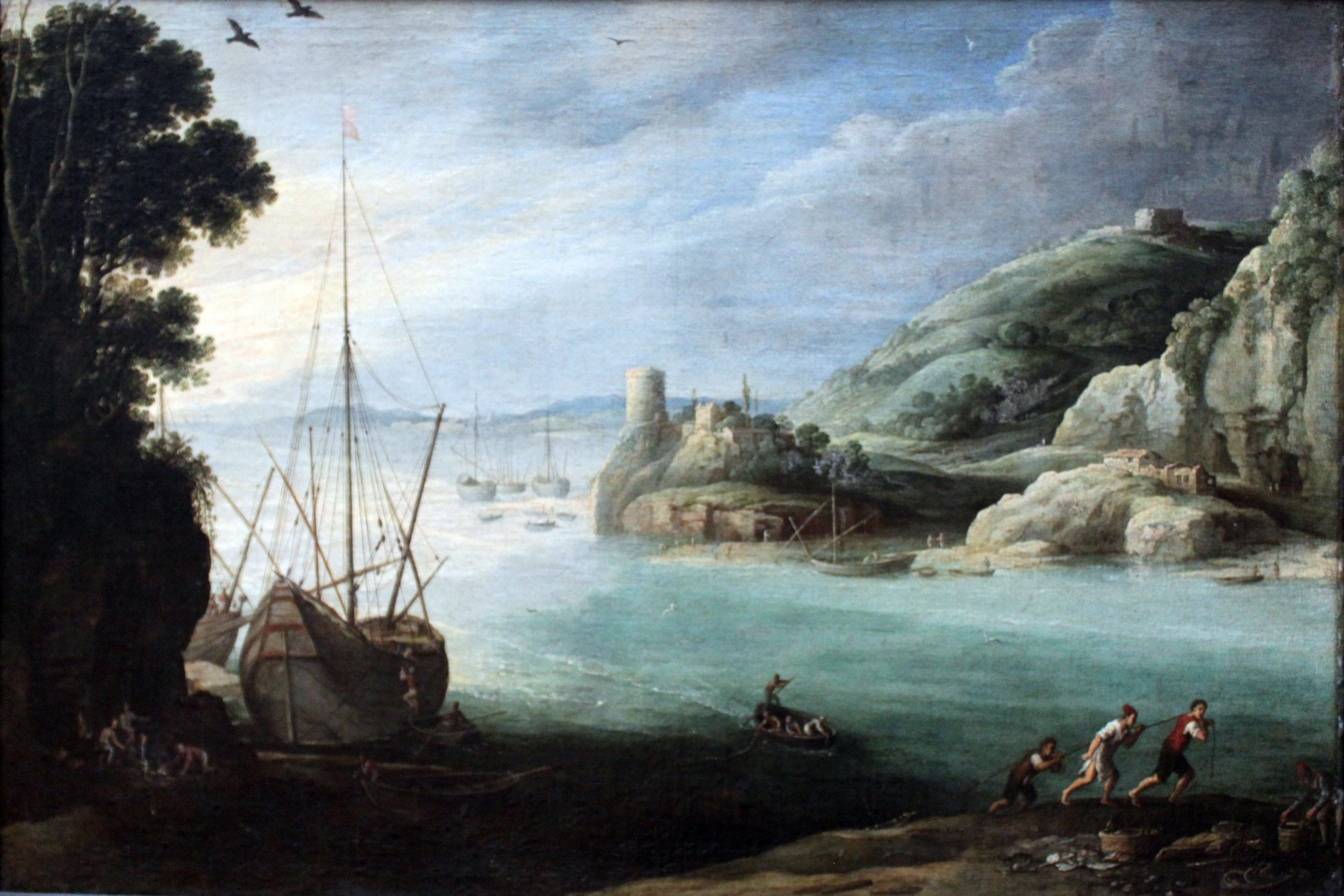
Hegyvidéki tengerpart (1620)

## Vándorok

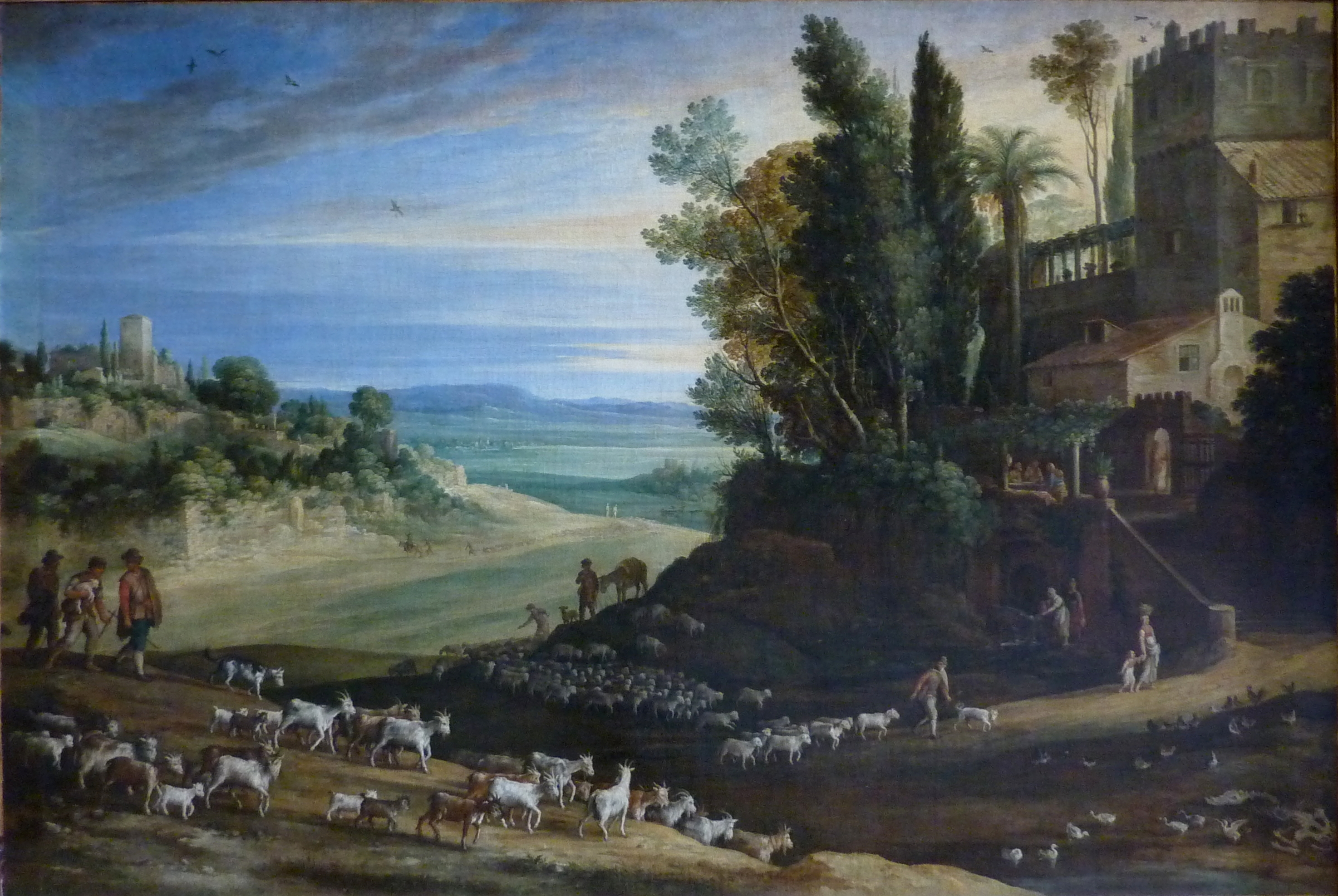
Les pèlerins d'Emmaüs (a teljes kép, 1617 körül)
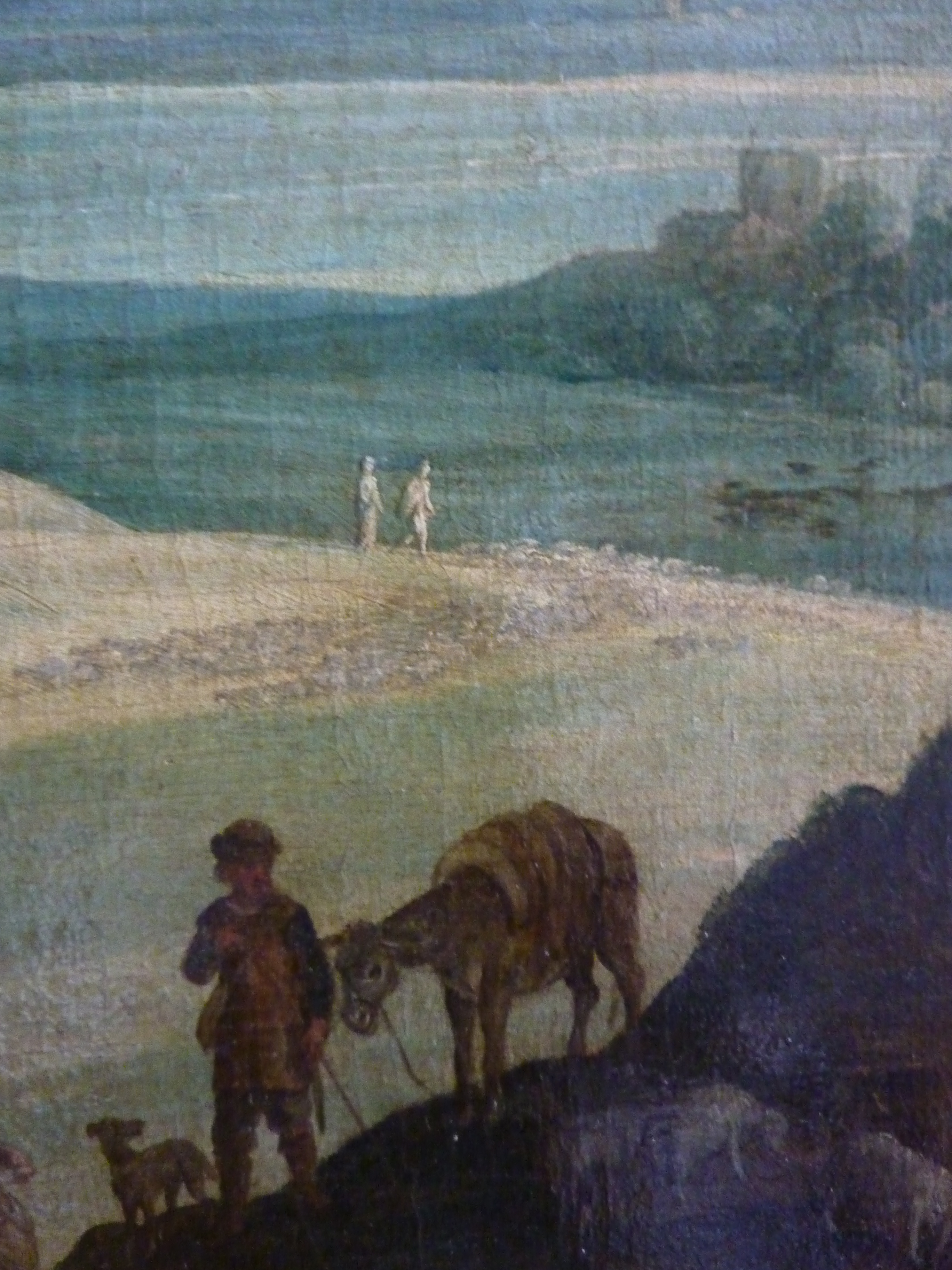
(részlet)
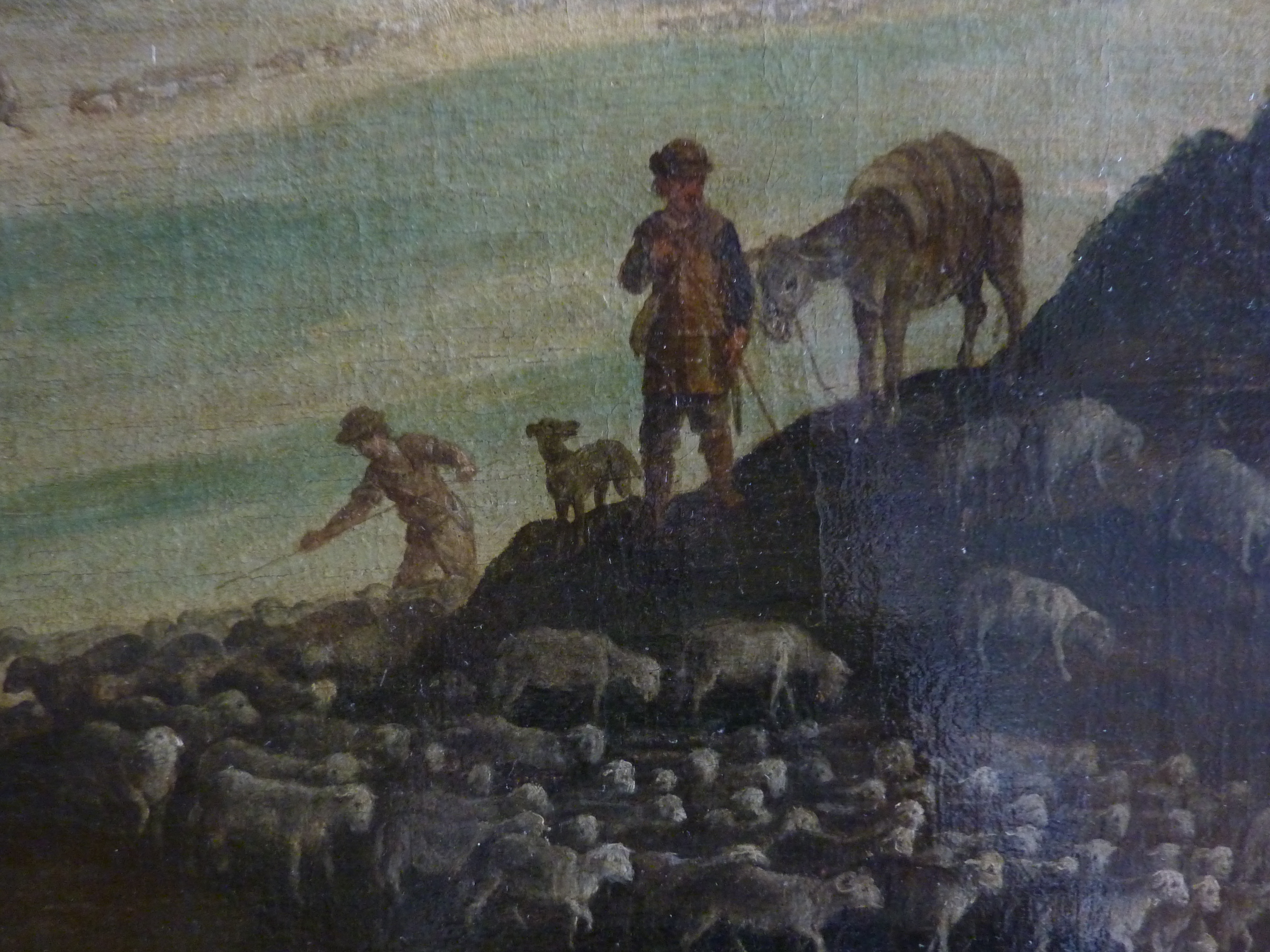
(részlet)
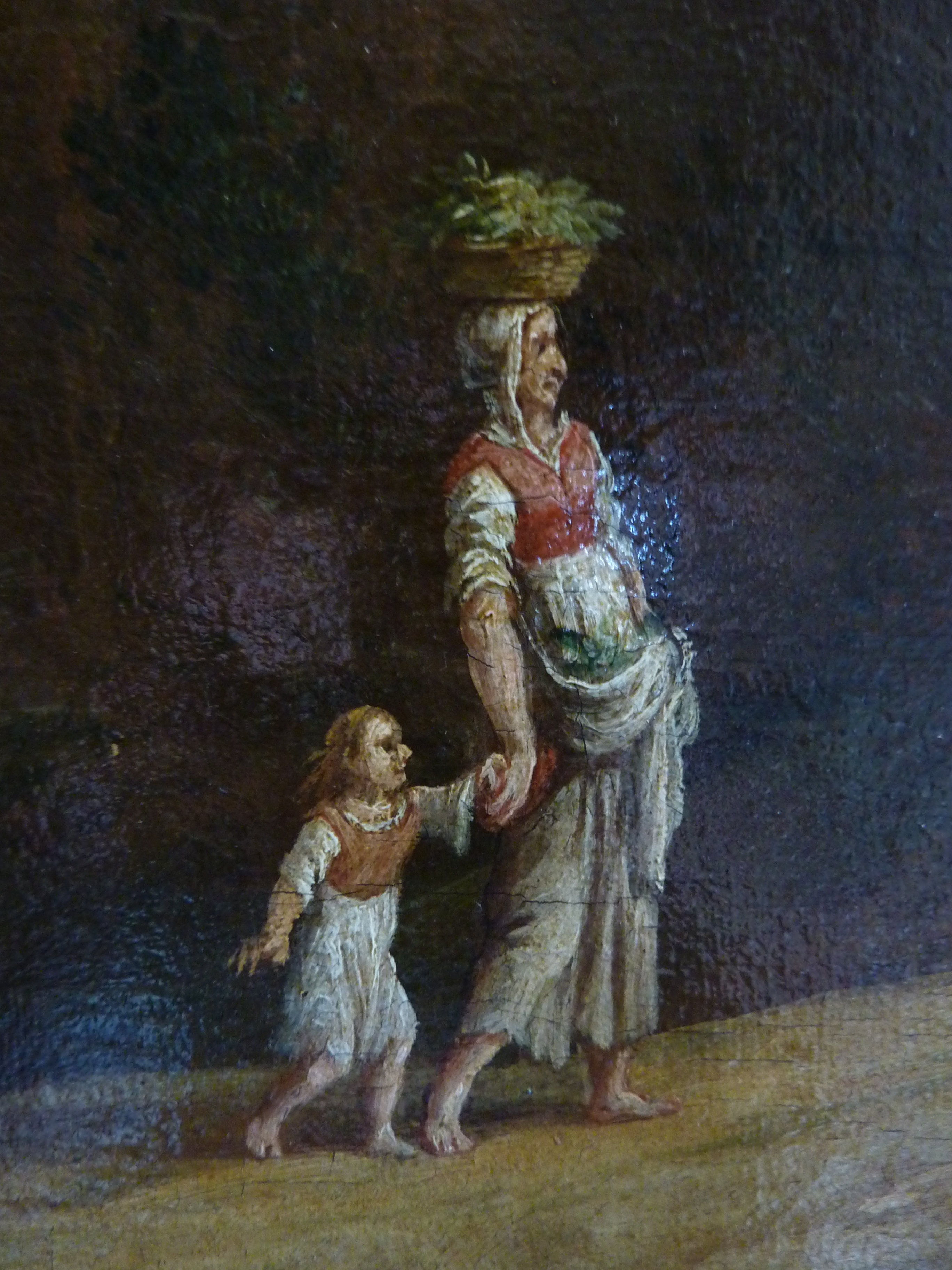
(részlet)
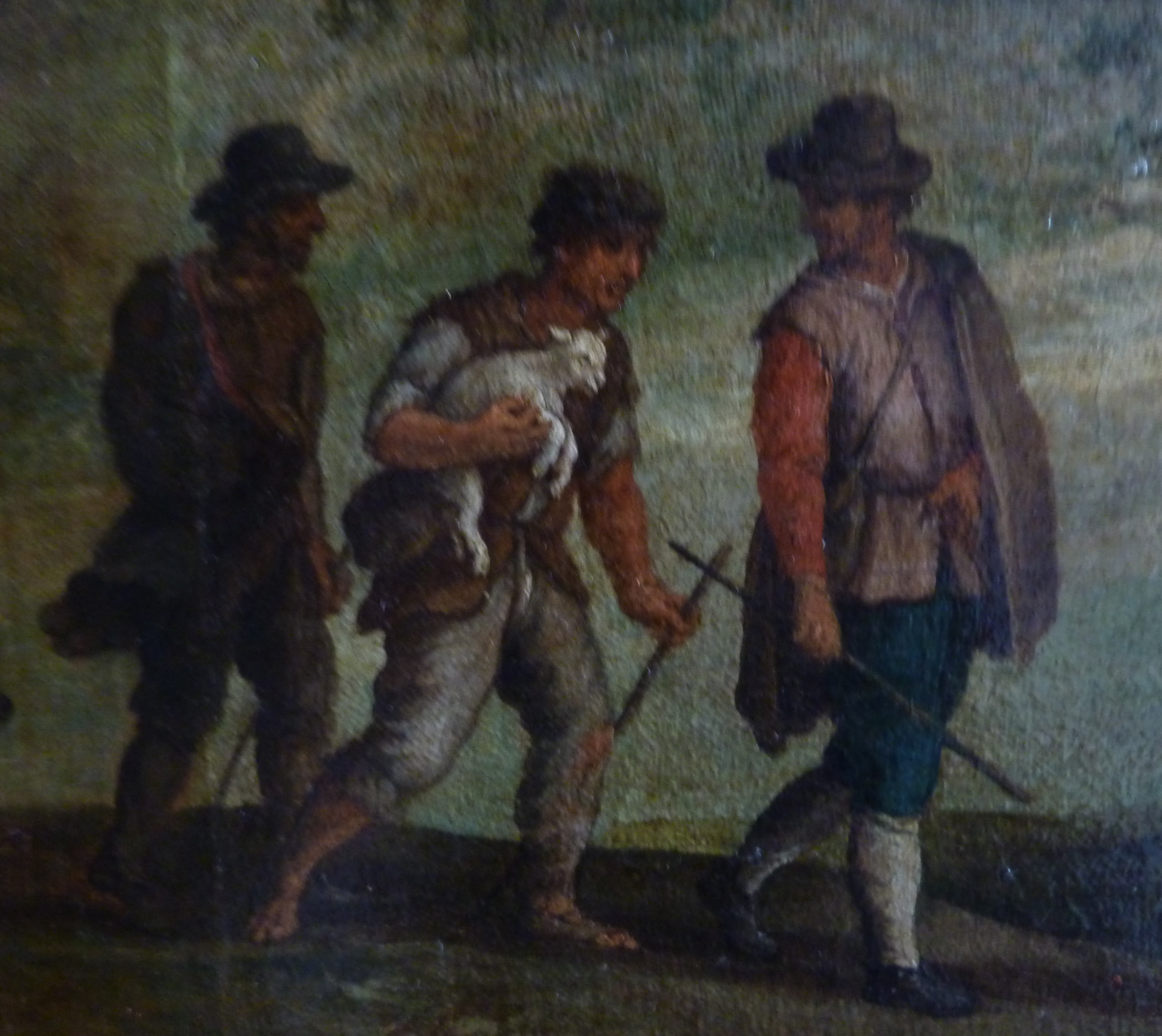
(részlet)